# Yngling

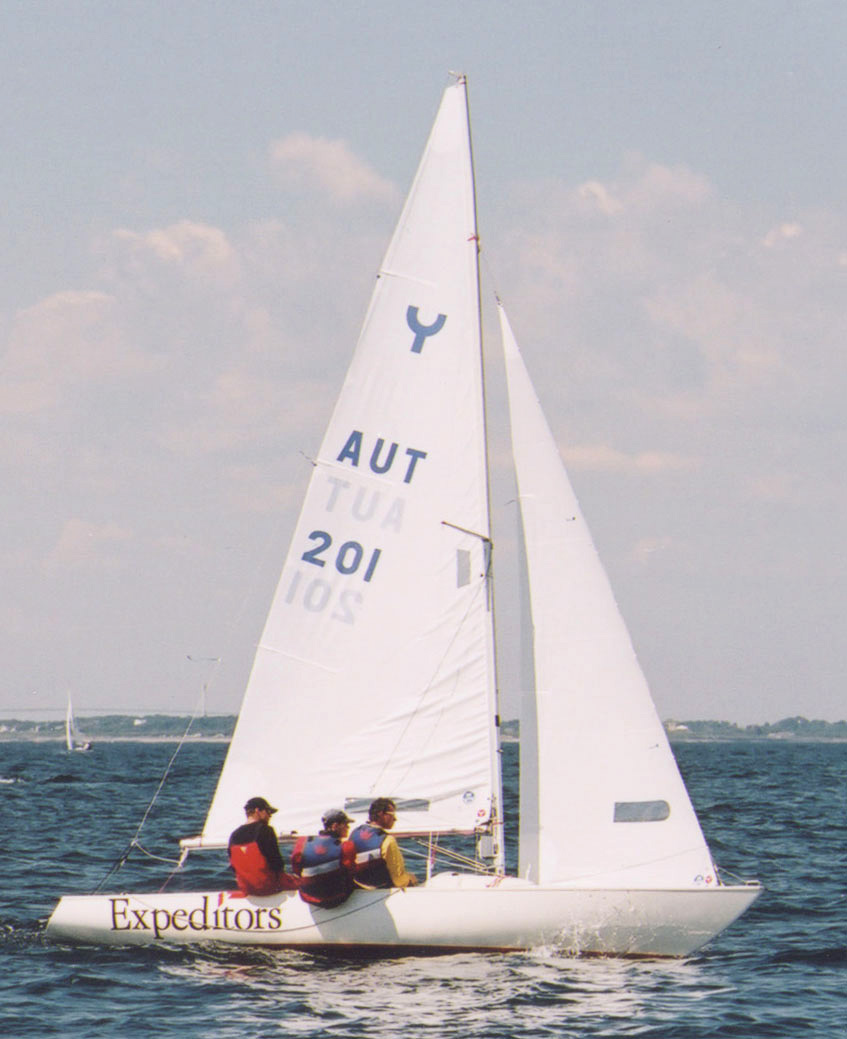
Yngling AUT 201

Die Yngling (in der Schweiz auch der Yngling) ist eine Segelyacht, die 1967 vom Norweger Jan Herman Linge, als Ergänzung zur olympischen Segelyacht Soling, konstruiert wurde.

## Geschichte und Bauart
Der Name ist nicht von der norwegisch-schwedischen Königs-Dynastie der Ynglinger abgeleitet, sondern vom norwegischen Wort für Jüngling – Linge entwarf das Boot für seinen damals jugendlichen Sohn.
Die Yngling kann samt Crew nicht sinken. Für Unsinkbarkeit sorgen Auftriebskörper im Heck und Bug. Seit 1991 werden die neuen Boote mit Doppelboden und Selbstlenzern gebaut, was für zusätzliche Sicherheit sorgt.
Dank der in den strengen Klassenvorschriften (Einheitsklasse) reglementierten Einheitlichkeit von Schale, Rigg und Segel, welche von der ISAF überwacht werden, konnte eine Materialschlacht verhindert werden. Bei Weltmeisterschaften findet man neue und alte Boote auf den vordersten Rängen. So segelte der Weltmeister des Jahres 2000 mit einem 1971 gebauten Schiff.
Die Yngling kann problemlos mit einem Mittelklasseauto getrailert werden.
Das Schiff kann selbst unter Spinnaker von zwei Personen sicher und leicht geführt werden. Für internationale Wettbewerbe schreiben die Klassenvorschriften eine Drei-Personen-Crew vor.

## Regatta und Wettfahrten
Bei der Weltmeisterschaft vom 30. Juni bis 8. Juli 2006 in La Rochelle wurde das deutsche Damenteam Ulrike Schümann/Runa Kappel/Ute Höpfner Vizeweltmeister.

### Olympische Sommerspiele 2004
Am 10. November 2000 wurde die Yngling-Klasse von der ISAF als olympische Damen-Kielbootklasse für die Olympischen Sommerspiele 2004 in Athen gewählt. Dies bedeutete, dass insgesamt 15 Damenteams zur Regatta in Athen zugelassen wurden. Die Startplätze wurden in Welt- und Europameisterschaften vergeben, es konnte nur ein Team pro Land starten.

### Olympische Sommerspiele 2008
Bei den Olympischen Sommerspielen 2008 belegte das deutsche Damenteam Ulrike Schümann/Ute Höpfner/Julia Bleck den vierten Rang.
Für die Olympischen Spiele 2012 wurde der Yngling durch die Elliott 6m abgelöst.